# 張篤行
張篤行，山東濟南府章丘縣人，清朝政治人物。

## 生平
順治二年（1645年）舉乙酉科山東鄉試，順治三年（1646年）聯登丙戌科進士，任礼部祠祭司主事，順治八年，擔任河南乡试主考官，后升任禮部郎中，改为陕西按察使司佥事、关内道。順治十年，再改為福建按察使司佥事、建南道。